# Kanton Vallet
Vallet is een kanton van het Franse departement Loire-Atlantique. Het kanton maakt deel uit van het arrondissement Nantes.

## Gemeenten
Het kanton Vallet omvatte tot 2014 de volgende 5 gemeenten:
- La Chapelle-Heulin
- Mouzillon
- Le Pallet
- La Regrippière
- Vallet (hoofdplaats)

Door toepassing van het decreet van 25 februari 2014, met uitwerking op 22 maart 2015, werden daar de volgende 7 gemeenten aan toegevoegd : 
- Barbechat
- La Boissière-du-Doré
- La Chapelle-Basse-Mer
- Le Landreau
- Le Loroux-Bottereau
- La Remaudière
- Saint-Julien-de-Concelles

Op 1 januari 2016 werden de gemeenten Barbechat en La Chapelle-Basse-Mer samengevoegd tot de fusiegemeente (commune nouvelle) Divatte-sur-Loire.